# Esteve Lucerón
Esteve Lucerón   (la Pobla de Segur, 1950 - abril 2022) fou un fotògraf català, conegut sobretot per haver retratat un dels darrers assentaments barraquistes de la ciutat de Barcelona, el barri de La Perona.
Fill de represaliats de la Guerra Civil, militava en el moviment comunista. Va compaginar la carrera d'obrer metal·lúrgic amb els estudis al Centre Internacional de Fotografia de Barcelona (CIFB), on es va matricular el 1978 i on va descobrir els grans mestres de l'escola documental nord-americana. Va invertir una indemnització que va rebre a la fàbrica en comprar-se una Mamiya de 6×6 i una Canon F1, que faria servir per documentar la seva realitat propera.
Les seves fotos del barri de la Perona, realitzades entre 1980 i 1989, van documentar un espai ubicat al districte de Sant Martí i que fou enderrocat amb motiu dels Jocs Olímpics de 1992. El 1985 va entrar a treballar al Servei de formació ocupacional d'inserció laboral del Patronat Municipal de l’Habitatge, fet que li va permetre conviure i documentar el dia a dia de la comunitat gitana que habitava el barri.
A partir del 1990 va fer algunes exposicions de les seves fotos en alguna galeria, però no es va donar a conèixer al gran públic fins al 2017, quan Lucerón va donar el seu arxiu amb més 2.000 negatius i contactes a l'Arxiu Fotogràfic de Barcelona i aquests en van publicar un llibre. Fotògraf amateur, mai va arribar publicar ni una sola fotografia a la premsa.
Més endavant, el 2022, l'Arxiu Fotogràfic de Barcelona va realitzar l'exposició 'Esteve Lucerón. La Perona. L'espai i la gent', comissariada pel mateix Lucerón i pel fotògraf i tècnic de l'arxiu Jordi Calafell. Lucerón va morir l'abril de 2022.